# 프리츠 게를리히

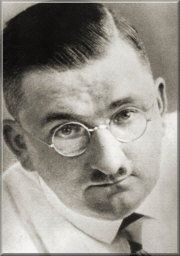
프리츠 게를리히 (1929년)

카를 알베르트 프리츠 미하엘 게를리히(Carl Albert Fritz Michael Gerlich, 1883년 2월 15일 ~ 1934년 6월 30일)는 독일의 언론인 겸 역사가로, 히틀러와 나치당을 적나라하게 비난한 인물로 알려져 있다.

## 태생과 살아온 과정
프리츠 게를리히는 포메른 지방(현재의 폴란드 포메라니아 지방)에 위치한 슈체친에서 아버지 파울 게를리히(Paul Gerlich)와 어머니 테레사 사이에서 태어났다. 1889년에 마리엔 재단의 김나지움에 입학하여 1901년 졸업하였다. 1902년 수학과 자연과학을 공부하여 뮌헨 대학을 졸업한다. 1907년에 헨리 5세에 관한 논문을 발표해 박사 학위를 얻었으며 졸업 이후 신문사에 입사하고 반(反) 볼셰비키 단체에 입단한다.

## 반(反) 나치 활동
프리츠 게를리히는 민족주의자인 동시에 반(反) 나치주의자로서 그는 당시 신문사에서 기자일을 하고 있었다. 히틀러를 만나기 이전까지는 히틀러에 대해 매우 호의적으로 표현했는데 같은 민족주의 성향에서는 당연히 히틀러를 호의적으로 언급했던 것이다. 하지만 히틀러와의 면담 후에 히틀러의 정신적인 과대망상에 문제를 느끼고 그 이후부터 반나치 활동을 시작하였다.
히틀러를 여러 번 비판했기 때문에 친(親) 나치 성향이었던 신문사 사장으로부터 해고당한다. 1932년 신문 《올바른 길(Der gerade Weg)》을 창간했으며 주로 히틀러와 나치당을 비판하는 기사를 썼다. 히틀러는 뮌헨 폭동 당시 그가 자신의 정신적인 문제를 고발했었기 때문에 그저 '그를 막아라'라는 짧은 말만 남기고 대수롭지 않게 여겼다.
그러나 《올바른 길》에서 히틀러의 유전적 우월성에 대한 이론을 비판하였는데 "히틀러의 인종적 분류에 따르면 히틀러의 코는 훈족인 아틸라의 코와 흡사하다."는 내용의 기사를 남겨 히틀러에게 큰 화를 불러 일으켰다. 한편 에른스트 룀의 부관이었던 게오르크 벨(Georg Bell)은 그의 신문사를 방문한 뒤 에른스트 룀의 석유 전매권과 무력 시위에 관한 모든 사실을 제보하였다. 게를리히는 이 내용을 신문사에 싣게 되는데 히틀러는 그제서야 이 문제점을 깨닫고 게를리히를 잡아들이기에 이른다. 결국 게를리히는 장검의 밤 사건에 연루되어 체포되었고 1934년 다하우 강제 수용소에서 죽음을 맞게 된다.